# Jesenice (Slovinsko)
Jesenice (německy Aßling, název je v množném čísle, tj. ty Jesenice) jsou město v severozápadním Slovinsku, nedaleko hranic s Rakouskem a Itálií, pod pohořím Karavanky. Celé je vtěsnané do úzkého údolí řeky Sava Dolinka. Žije zde přibližně 14 tisíc obyvatel, na celém území občiny s rozlohou 75,8 km² pak 21 620 osob. Město je známé ocelářským průmyslem a bývalým hokejovým klubem Acroni Jesenice, který hrál v rakouské lize.

## Název
V prostoru horního toku řeky Sávy existovalo osídlení již v dobách pozdní Římské říše, nicméně jeho rozvoj omezovaly barbarské vpády.
Současný název se objevuje poprvé v roce 1337 jako villa de Jesenicza. Historický německý název je poprvé doložen roku 1381 jako Assnigkh a Asnigkh. Název je slovanského původu a pochází ze slova Jesenik, je obdobného původu jako česká obec Jesenice. Odkazuje na jasanový les a nejprve označoval místní vodní tok a potom obec.
Ve slovinštině se název v 6. pádu používá s předložkou na, tj. na Jesenicah namísto v Jesenicah. 

## Historie

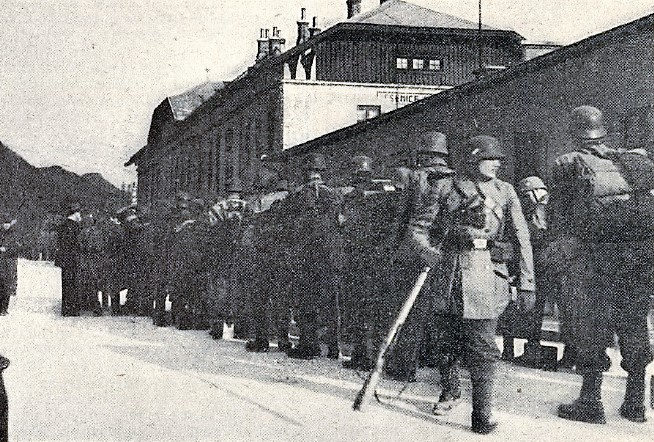
Příchod německé armády do Jesenic.

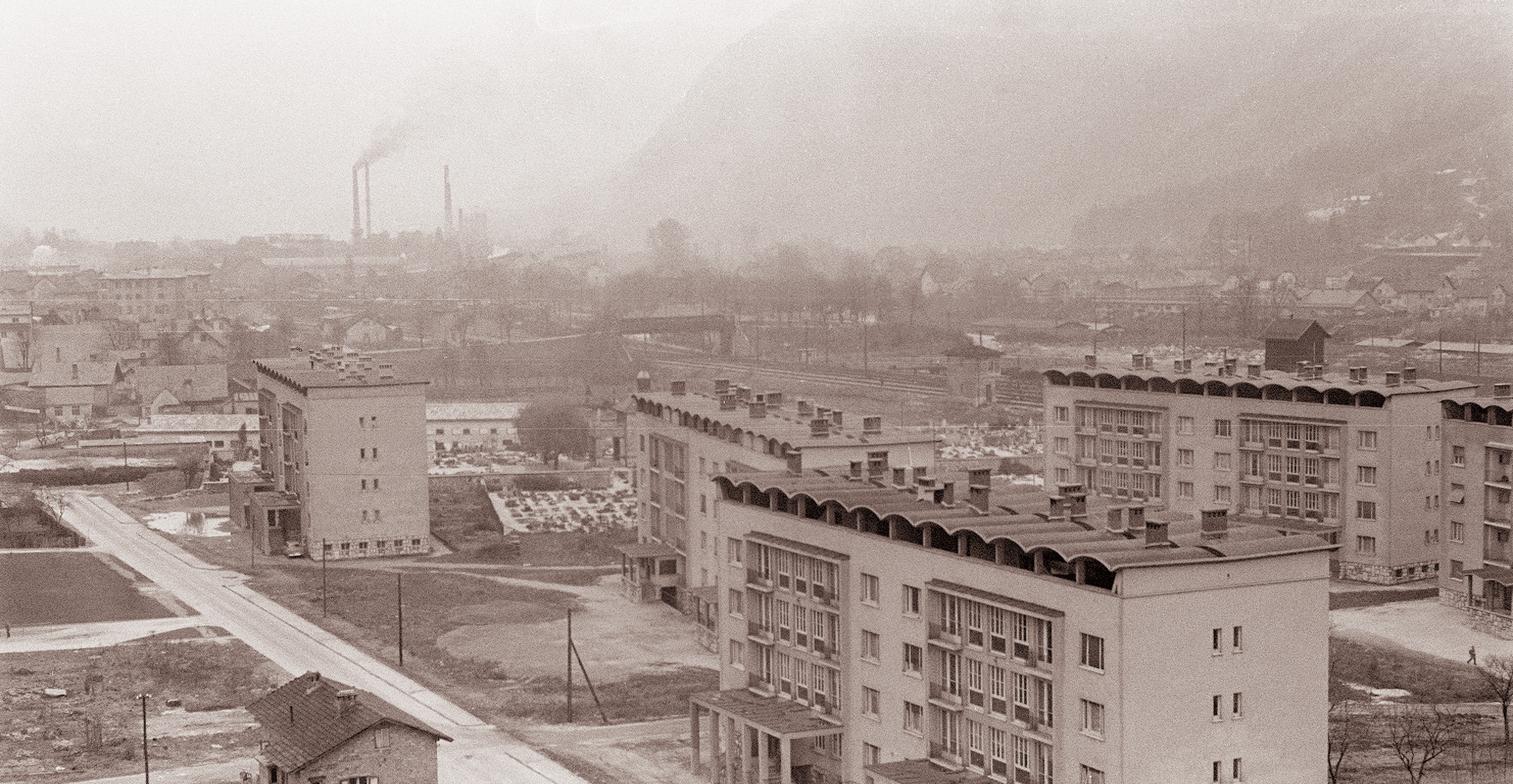
Město v roce 1961.

První písemná zmínka o městě pod německým názvem pochází z roku 1004. Ve stejném dokumentu byl rovněž zmíněn i nedaleký Bled. Další připomínky existence sídla v období středověku se vztahují k těžbě železné rudy a jejímu zpracování. Obyvatelstvo se ale většinově živilo zemědělstvím nebo chovem dobytka.
V první polovině 18. století byla údolím řeky Sávy zbudována silnice. 
Systematické využívání rud se začalo ve velké míře objevovat v 18. století. Podílely se na nich místní rody (Zoisové a Ruardové), jak se ale zlepšovala úroveň průmyslové výroby, byly nezbytné investice, které byly nad jejich finanční možnosti. Celá oblast se rozvíjela decentralizovaně, podnikalo zde více průmyslníků, kteří vybudovali několik továren. Ty pak sloužily i pro další rozvoj průmyslu jinde, např. u Terstu. S rozvojem průmyslové revoluce se Jesenice staly průmyslovým sídlem. Na počátku 19. století se zde do jisté míry rozvíjel i průmysl textilní, nicméně jednotlivé podniky nezaměstnávaly více než desítky lidí.
Krizi v oblasti výroby železa, resp. oceli, se zde podařilo překonat sloučením podniků do jedné společnosti s názvem  Kranjska industrijska družba, která umožnila vznik nových železáren. Její rozvoj také nastartoval příchod zahraničního kapitálu. Společnost své výrobky prezentovala na veletrhu ve Vídni, kde získala zlatou medaili, což jí zajistilo věhlas a umožnilo další růst místních podniků i celého města.
V roce 1870 byla do města přivedena železnice. Nádraží se sice nacházelo od Jesenic dále, nicméně padlo rozhodnutí pojmenovat jej právě po nich. Dráha byla postavena z dnes italského Tarvisia a později pokračovala dále na jih. Trať je zaznamenána již na mapách třetího vojenského mapování z konce století. Roku 1906 byla otevřena tzv. Bohinjská dráha do Gorizie.
Střed tehdejší obce se nacházel v místě dnešní autobusové stanice. Dnešní lokalita Murovo a místní ulice jsou proto nejstaršími v celém městě. V roce 1914 zde bylo otevřeno gymnázium. V posledních letech existence Rakousko-Uherska zde pracovali dělníci z celého mocnářství, včetně českých zemí. Bylo zde silné sociálnědemokratické, resp. dělnické hnutí.
Během první světové války podléhal místní průmysl potřebám rakousko-uherské válečné výroby. Město mělo výhodu, že se nacházelo relativně daleko od italské fronty a s výjimkou jednoho mimořádného leteckého útoku italského letectva (14. srpna 1917) přestálo válku bez úhony. 
Vzhledem k svému průmyslovému charakteru a ekonomickému vlivu byly Jesenice předmětem žhavých debat v rámci poválečných jednání. Město k sobě chtěla připojit jak Itálie, tak Rakousko.
V meziválečném období se Jesenice staly klíčovým městem, neboť místní průmyslová výroba mohla být velmi úspěšně vyvážena do zemí střední Evropy, což pomáhalo jugoslávskému exportu. Železniční uzel měl rovněž strategický význam. Průmyslová výroba se rozvíjela i přes ekonomické obtíže jugoslávského království. Dne 20. března 1929 obdržely Jesenice městská práva. V roce 1937 pracovalo v místních závodech na čtyři a půl tisíce dělníků.
Během dubnové války bylo město dne 11. dubna 1941 obsazeno italským vojskem. Německá armáda dorazila o týden později. Byla zahájena rozsáhlá germanizace, neboť město i s okolím bylo připojeno k Německé říši. Po nástupu okupace řada místních odešla, vyhnáni byli místní Romové.[zdroj?] Následovala mobilizace místního obyvatelstva a závody byly převedeny na válečnou výrobu. Průmyslová výroba nicméně vzhledem k sympatiím s odporem proti Němcům trpěla sabotážemi. Dováženi sem byli dělníci z porobené Francie. Za druhé světové války místní zformovali Jesenicko-bohinjskou jednotku partyzánské armády. Město bylo na konci války v březnu 1945 dvakrát bombardováno spojeneckým letectvem.
Po druhé světové válce byly podniky znárodněny; do té doby byla místní železárna akciovou společností se zahraničními vlastníky. Jugoslávský komunistický režim investoval nemalé prostředky do dalšího rozvoje místních oceláren, což vedlo k zprovoznění dalších dvou pecí. Stalo se tak v rámci tzv. prvního pětiletého plánu. Pro modernizaci závodů byly nasazeny pracovní brigády mládeže. Stalo se tak i přesto, že ve srovnání se zbytkem Jugoslávie se závody nacházely relativně daleko od zdrojů rudy nebo uhlí a dovoz obojího tedy značně zatěžoval jugoslávskou železniční síť.

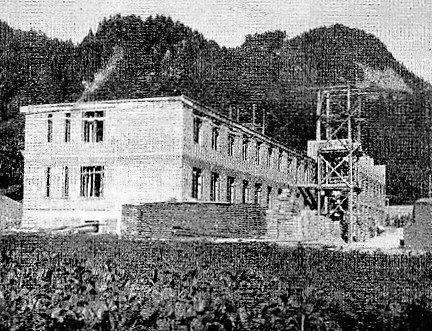
Výstavba nemocnice.

Došlo k zvýšení počtu obyvatel, postaveno bylo panelové sídliště (západně od středu města) a následně i dálnice na jižním okraji údolí. V době největší slávy místního průmyslu v polovině 70. let 20. století zaměstnávaly zdejší podniky okolo sedmi tisíc lidí. Přistěhovalo se sem také mnoho dělníků z území celé tehdejší Jugoslávie. Město se rozšířilo do celého údolí řeky Sávy a pohltilo některé okolní obce, jako např. Slovenski Javornik.
Již v 80. letech se objevily první komplikace s rentabilitou místního ocelářského průmyslu. Po roce 1991 a rozpadu Jugoslávie došlo k útlumu průmyslu. Jednak proto, že původní trhy východní Evropy a samotné Jugoslávie byly v rozkladu, jednak proto, že celý logistický řetězec ocelárny počítal se spoluprací dalších republik bývalé SFRJ, které kvůli probíhající válce nebyly schopny zajistit dodávky. Navíc se podnik ukázal být hůře konkurenceschopným se západoevropskými závody. V této době se zde ve velké míře rozvíjely služby (terciární sektor hospodářství), především spedice.
Po vstupu Slovinska do EU v roce 2004 došlo k rozsáhlé rekonstrukci historického jádra města. Náročnou se ukázala být především obnova místní infrastruktury, mnohdy rozsáhlé a vybudované v dobách Jugoslávie. Rovněž složitým problémem se ukázala být transformace města z čistě průmyslového sídla. Některé průmyslové oblasti byly vyklizeny a získaly podobu tzv. brownfieldů. Město Jesenice se je od 90. let pokoušelo znovuvyužít ve spolupráci se zahraničními investory.
V roce 2011 zde došlo k železniční nehodě.

## Kultura

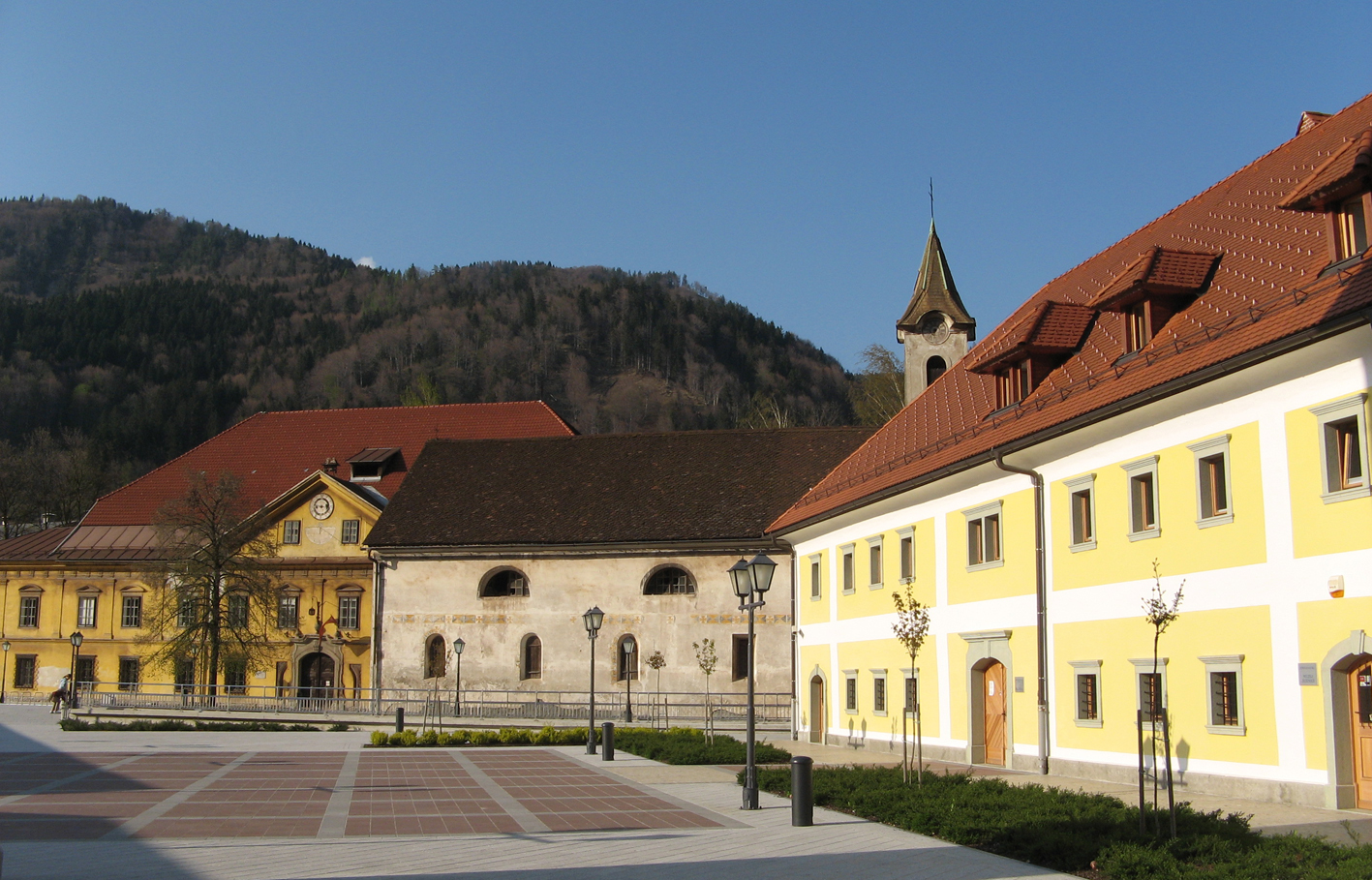
Historická část města.

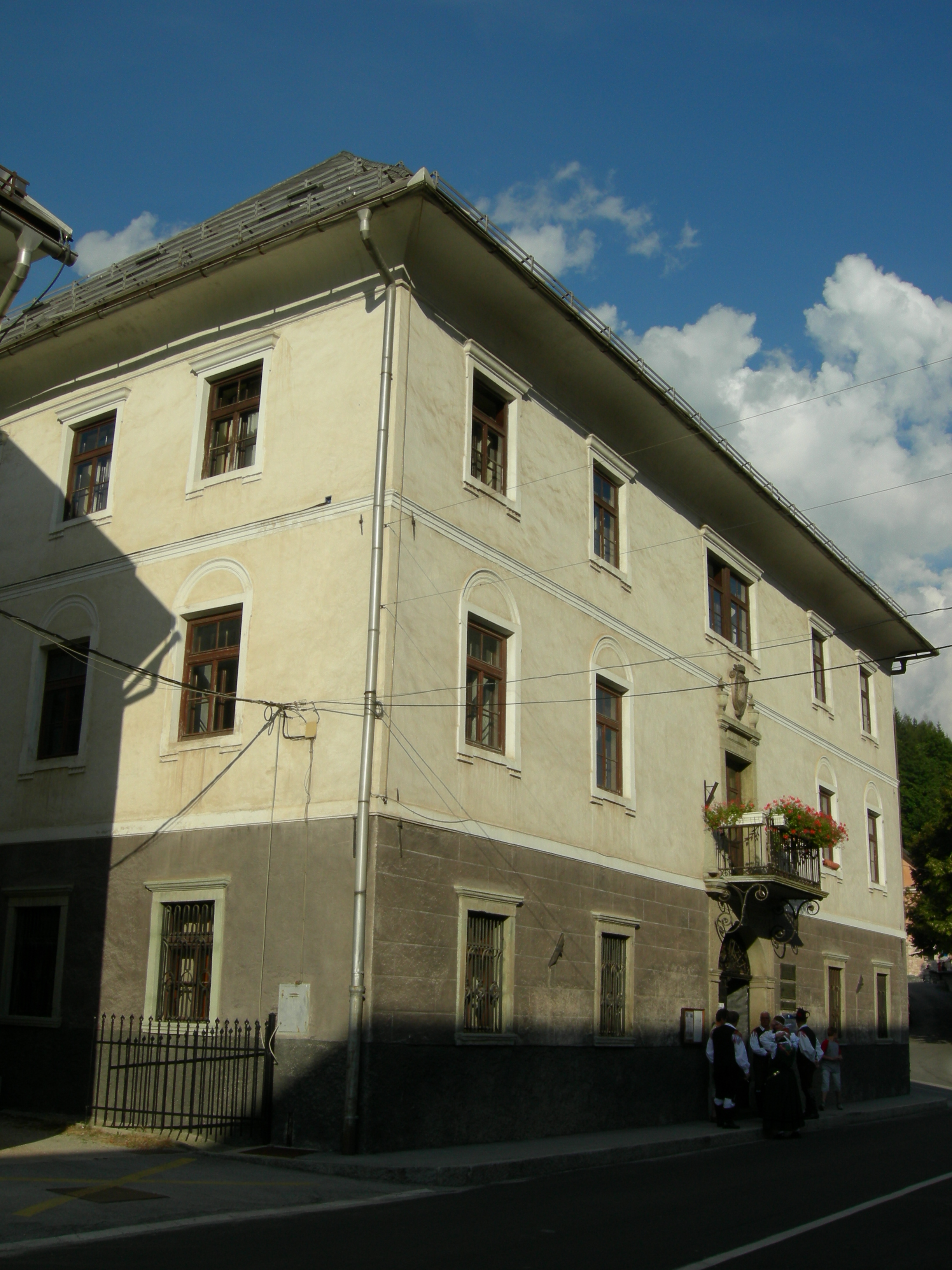
Muzeum horního Posáví.

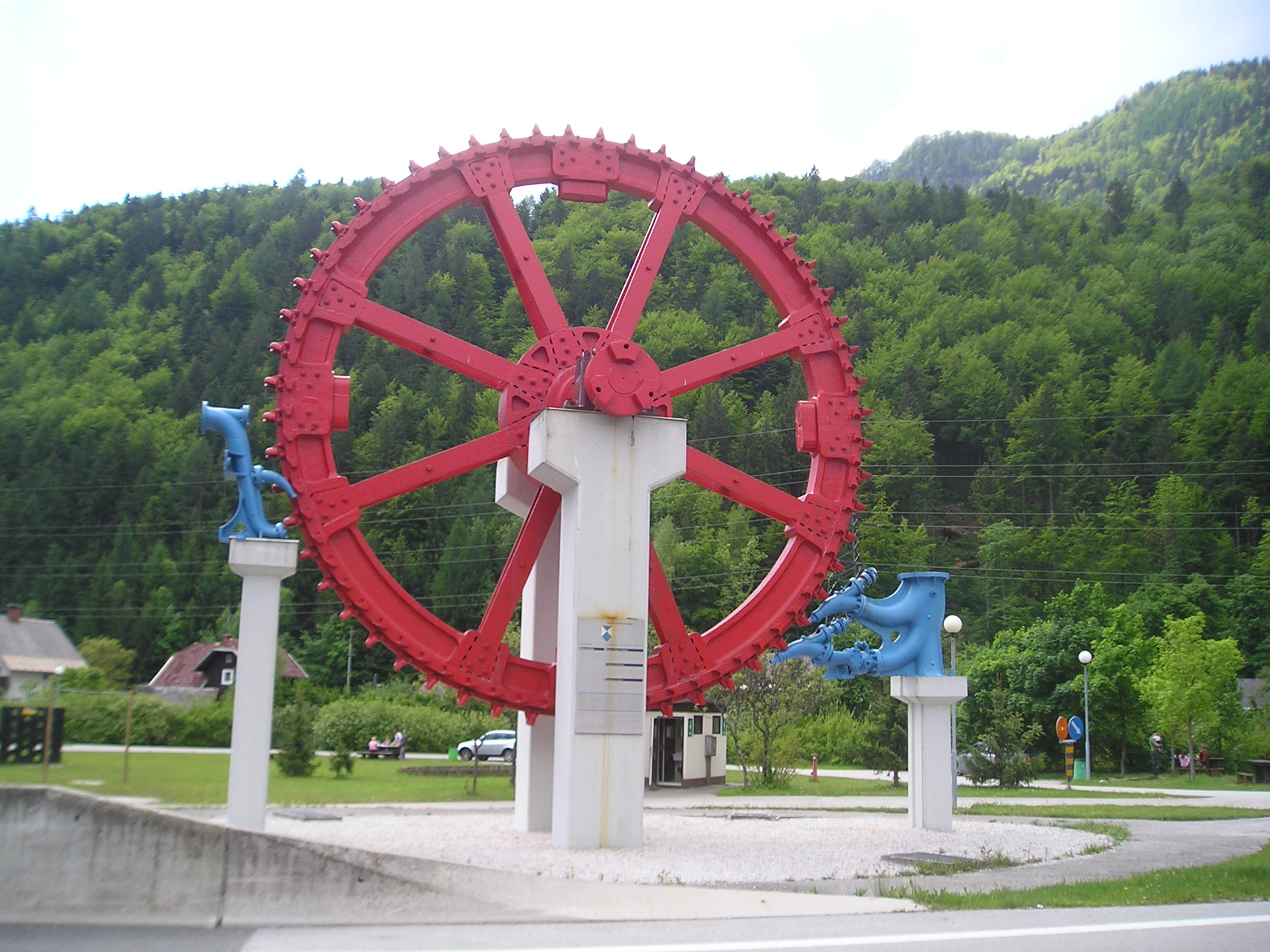
Památník v Jesenicích odkazující na průmyslovou tradici.

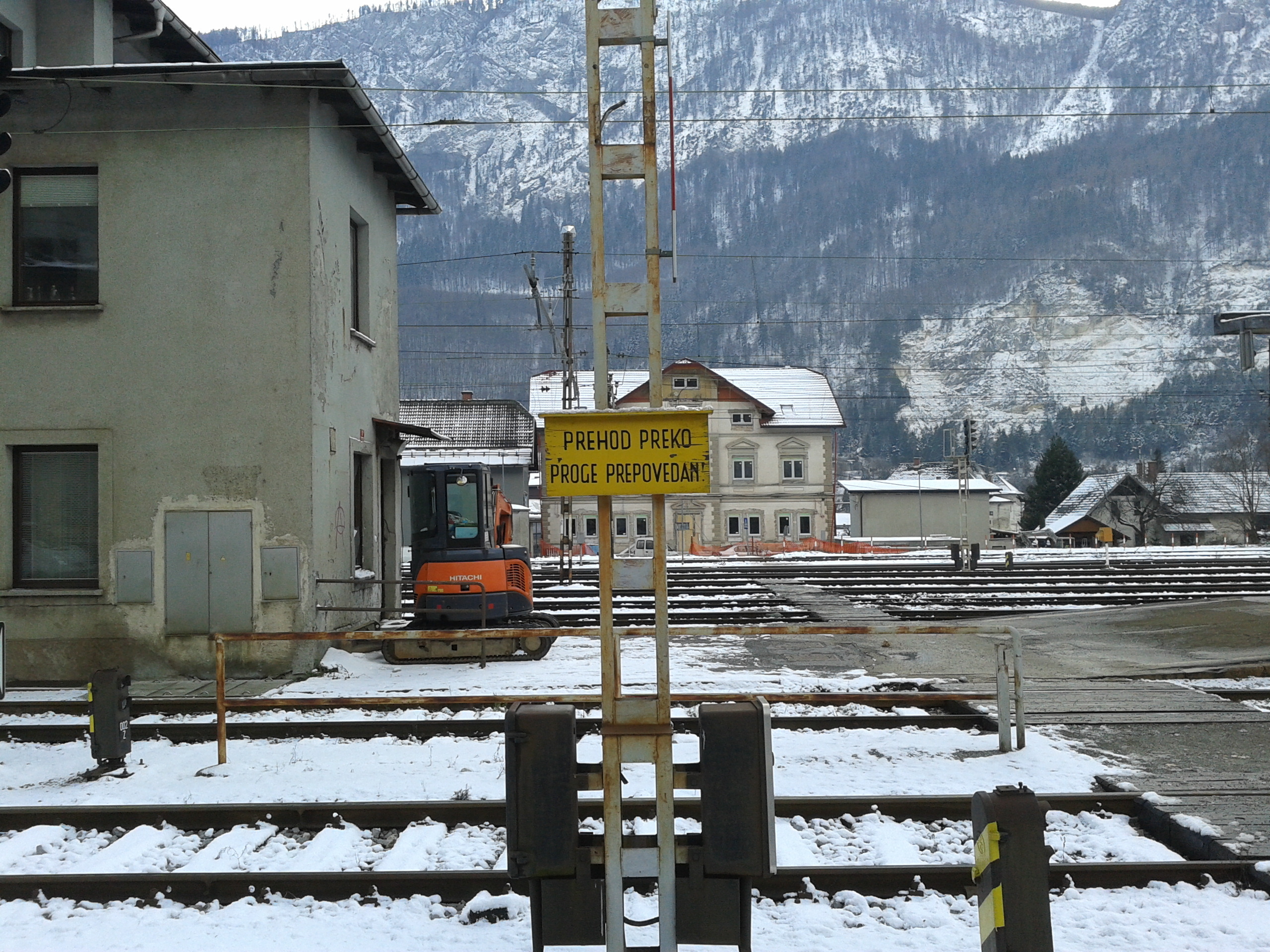
Železniční stanice.

V Jesenicích se nachází muzeum věnované regionu horního toku řeky Sávy. Dále zde působí Divadlo Tone Čufara. 
Z církevních památek je zde např. katolický kostel Nanebevzetí Panny Marie.

## Školství
V Jesenicích působí jedna vysoká škola, dvě střední školy, dvě základní školy a hudební škola.
- Jesenická vysoká škola zdravotnictví (slovinsky Visoka šola za zdravstveno nego Jesenice) byla založena v roce 2006 a byla akreditována podle boloňského systému.
- Jesenická střední škola (slovinsky Srednja Šola Jesenice) se čtyřletými obory technického a zdravotnického směru, založena v roce 1938. Je mezi místními známá podle svého původního názvu (Železářské vzdělávací centrum, slovinsky Železarski Izobraževalni Center).
- Gymnázium Jesenice, zmíněné již výše, vzniklo před první světovou válkou a v současné podobě funguje od roku 1945.
- Základní škola Prezihova Vorance, pojmenovaná podle místního spisovatele a aktivisty
- Základní škola Tone Čufara, pojmenovaná podle místního spisovatele.

## Doprava
Kolem města vede dálnice A2 spojující slovinskou metropoli Lublaň a Villach v Rakousku. Středem města prochází silnice celostátního významu č. 452. 
Stejným směrem vede i hlavní železniční trať, z níž zde odbočuje regionální dráha Jesenice – Nova Gorica – Sežana (již zmíněná Bohinjská dráha).

## Sport
Jesenice byly domovem hokejového klubu HK Acroni Jesenice, který zanikl v roce 2012. Jednalo se o významný klub, získal 23 jugoslávských mistrovských titulů a 5 slovinských. V roce 2013 jej nahradil klub HDD Jesenice.

## Zdravotnictví
V Jesenicích se nachází všeobecná nemocnice.

## Známé osobnosti
- Miha Baloh, (1928), herec
- Helena Blagne Zaman, (1962), zpěvačka
- Tone Čufar (1905 – 1942), spisovatel
- Anja Klinar (1988), plavkyně
- Anže Kopitar (1987-), hokejista
- Thomas Luckmann (1927–2016), sociolog
- Teodora Poštič (1984-), krasobruslařka
- Dalila Jakupović (1991), tenistka
- Grega Žemlja (1986-), tenista
- Grega Bole (1985-), cyklista
- Jure Kocjan, (1984-) cyklista
- Biserka Cvejić (1923–2021), srbská textařka chorvatského původu.